# Eudendrium racemosum
Eudendrium racemosum är en nässeldjursart som först beskrevs av Filippo Cavolini 1785.  Eudendrium racemosum ingår i släktet Eudendrium och familjen Eudendriidae. Inga underarter finns listade i Catalogue of Life.